# Xylopolia
Xylopolia là một chi bướm đêm trong họ Noctuidae.

## Các loài
- Xylopolia bella (Butler, 1881)